# 郑从谠
郑从谠（？—887年？），字正求，唐朝官员，唐僖宗年间两度拜为宰相。

## 家世和早期仕途
郑从谠出自荥阳郑氏北祖第二房，祖父郑余庆在唐德宗及其孙唐宪宗年间为宰相，父亲郑虽然未曾拜相，长期任朝廷官员，于开成四年（839年）卒于山南西道节度使任上，享年六十四岁。郑从谠有三兄郑允謨、郑處誨、郑茂休，都是朝廷官员。他的三重堂弟郑延昌后来也成为宰相。
郑从谠于唐武宗会昌二年（842年）中进士，初任校书郎，历任拾遗、补阙、尚书郎、知制诰。宰相令狐绹、魏扶都是郑澣主持科举时的门生，出于感激而张扬郑从谠的声誉，郑从谠被提拔为中书舍人。

## 唐懿宗年间
唐懿宗咸通三年（862年），郑从谠任礼部侍郎，知贡举，又转刑部，又改吏部。六年（865年）二月，考宏词选人。他选拔官员得当，眼看即将拜相，但因拒绝权臣请托，七年（866年）三月被出为检校刑部尚书、兼太原尹、北都留守、御史大夫、上柱国、荥阳县开国男、食邑三百户，充河东节度管内观察处置等使。任职一年有余后，他请求回京，未获准，十一年（870年）十一月改检校户部尚书，兼汴州刺史、御史大夫，充宣武军节度使。因兄郑处诲卒于宣武军节度使任上，他不于公署举乐，友悌知礼操履如此。他管治宣武时政声良好，当权者怕他被提升，十二年（871年）十二月，他被调任广州刺史、岭南东道节度观察处置等使。在广州期间，他几无可用的军队，北面也无援军，却要应对南诏蛮的侵扰。他招募獠人土豪，任以军务，因而尽管叛军人多势众，广州也得以安定。

## 唐僖宗年间

### 第一次拜相前
十四年（873年），唐懿宗崩，子唐僖宗继位。郑从谠不想再呆在岭南，屡次上表，宁可在东都洛阳保有荣衔任散职。符元年（874年）五月，僖宗召他回长安，由岭南东道节度使、检校刑部尚书改任为刑部尚书。四年（877年）正月和五年（878年）三月，再考宏词选人。九月，郑从谠在吏部尚书任上被任为中书侍郎，授同中书门下平章事，为实质宰相。

### 第一次拜相
郑从谠第一次拜相任内的作为没有太多记载。当时，河东屡为兵变所苦，还有被沙陀都督李国昌及其子李克用率领的叛军攻打的危险。广明元年（880年）二月，节度使康传圭死于兵变，朝廷决定让宰相镇守，任当时被称为“开府仪同三司、门下侍郎、兼兵部尚书、充太清宫使、弘文馆大学士、延资库使、上柱国、荥阳郡开国公、食邑二千户”的郑从谠为检校司徒、同平章事，兼太原尹、充北都留守河东节度、管内观察处置兼代北行营招讨供军等使，允许他自己选择参佐。郑从谠因而奏请很多名士为幕僚，奏长安令王调为副使，兵部员外郎、史馆修撰刘崇龟为节度判官、度支判官、检校吏部郎中、御史中丞，前司勋员外郎、史馆修撰赵崇凝为观察判官，前进士刘崇鲁充推官，前左拾遗李渥充掌书记，前长安尉崔泽充支使，他的幕府因而被称为“小朝廷”。

### 拜相间隙
回到河东的郑从谠外表温和，实则多谋善断，能觉察兵变计划并诛杀谋划者，并安抚余众。如旧府城都虞候张彦球为同僚所迫参与了杀死康传圭的兵变，郑从谠不但安抚他，还委他以军权，遂得其效死力。
十二月，长安受到农民大军黄巢进攻的威胁，僖宗差供奉官刘全及慰谕郑从谠，郑从谠奉诏遣牙将论安、后院军使朱玫率步骑五千随夏绥节度使诸葛爽南下尽力协助保卫都城，但未及相助，长安已陷落。论安率师入关至阴地，带着数百士兵擅归，郑从谠集诸部校斩之于鞠场，再将兵众交给朱玫勤王。黄巢夺取帝位，称大齐皇帝，但郑从谠和其他唐将继续抵抗。中和元年（881年），郑从谠被加侍中、行营招讨使，五月，李克用称帮助朝廷，募达靼万人趋代州，请求郑从谠让他南下行过河东。郑从谠除了给李克用粮料和钱千贯、米千石外，拒绝补给他的军队，塞石岭关，李克用不得前，抄近路到太原，营于城下五日，索要粮赀，郑从谠不答，李克用大掠，还屯代州。郑从谠遣大将王蟾、薛威出师追击，并求援于振武节度使契苾璋；契苾璋率突厥和吐谷浑军队来援，李克用北撤，又攻取忻州。
中和二年（882年），契苾璋得到当时在成都的唐僖宗授权，攻打李克用，僖宗还命郑从谠协助。十月，岚州刺史汤群因倚仗沙陀，被朝廷怀疑，调为怀州刺史，郑从谠遣人将官告授汤群，汤群怒，杀使者，据城，接纳沙陀人。郑从谠遣张彦球率兵讨之。但同月，讨黄巢军的行营都监杨复光说服朝廷征募沙陀以击败黄巢。诸道行营都统宰相王铎以僖宗名义赦免并召李克用加入朝廷军，并下令郑从谠勿干涉。李克用率军南下时，仍命军队绕开太原，亲自与数百骑去太原向郑从谠道别。郑从谠也不肯借道，李克用军挨着太原扎营，跟随的数骑喊道：“我们要西行了，要和公说句话。”以币马给郑从谠，郑从谠登城慰勉，也以名马、器币、粮食、军器相赠。李克用随后继续南下加入朝廷军对抗黄巢。
中和三年（883年）三月唐军在李克用的贡献相助下收复长安后，李克用短暂回到代州，但很快僖宗下诏褒奖他，五月任为河东节度使，郑从谠奉诏，将河东让给李克用。郑从谠被改任东都留守、检校司空兼侍中，同月又被任为司空、门下侍郎，再授同中书门下平章事，为宰相。行经绛州，依附刺史唐彦谦，留驻数月。七月，奉召到行在。
郑从谠与同宗凤翔节度使郑畋被黄巢军称为“二郑”，唐朝得以复振也是这两位儒帅之功。

### 第二次拜相与过世
之前张彦球守城有功，得郑从谠累奏为行军司马，郑从谠再度拜相后，用为金吾将军，累任郡刺史。先前郑从谠在绛州时，唐彦谦判官陆扆嗜学有才思，郑从谠每天与之谈宴无间，于是在朝上称赞他，使之位至高官。
曾改任司徒。光启二年（886年）二月，郑从谠被加侍中、守太傅。光启三年（887年）三月，请辞，改太子太保，当时并无皇太子，故完全只是荣衔。他不久去世。谥文忠。

## 子孙
子郑璘，字華聖。